# Aeroportul Internațional Kona
Aeroportul Internațional Kona (IATA: KOA, ICAO: PHKO, FAA LID: KOA) este un aeroport din Kalaoa⁠(d), Comitatul Hawaii, Hawaii, Hawaii, Statele Unite ale Americii ce deservește zona Kailua-Kona⁠(d). Aeroportul a fost tranzitat în 2023 de 4.297.272 de pasageri. A fost deschis în 1 iulie 1970.
Situat la o altitudine de 14 m, aeroportul dispune de 1 pistă. Este operat de Hawaii Department of Transportation⁠(d).

## Infrastructură

### Piste
Aeroportul dispune de o singură pistă. Pista 17/35 are suprafața de asfalt și dimensiunile 11.000 picioare × 150 picioare. 